# Seebrücke Koserow

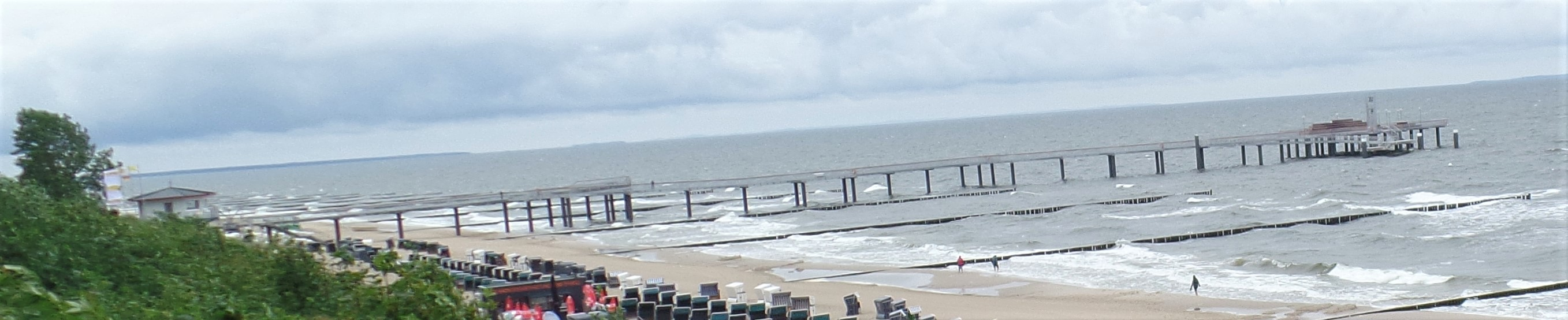
Seebrücke in Koserow (2021)

Die Seebrücke Koserow ist eine Seebrücke im Ostseebad Koserow auf Usedom an der Ostsee. Vor der ersten Seebrücke (1907–1914) war ein Anlegesteg vorhanden.
Die zweite Koserower Seebrücke war im Winter 1941/1942 durch Eisgang und Wind zerstört worden. Nach dem Krieg erfolgte vorerst kein Wiederaufbau.
Ab März 1993 wurde eine neue Seebrücke errichtet und am 17. Juli 1993 durch die Bürgermeisterin der Gemeinde, Martina Jeschek, der Öffentlichkeit übergeben. Die 261 Meter lange und 2,50 Meter breite Brücke wurde von 28 mit Beton gefüllten Stahlrohren getragen. Diese Seebrücke verfügte über eine Schiffsanlegestelle, von der aus Schiffe der Adler-Linie nach Fahrplan verkehrten. Bereits im November 1995 wurde die Seebrücke bei einem Sturm stark beschädigt, jedoch später wieder aufgebaut. Im August 2013 hatte man schwere bauliche Mängel festgestellt, dem Bauwerk fehlte es an Höhe zum Schutz vor hohen Wellen bei Stürmen. Es musste daraufhin gesperrt werden.
Im November 2019 begannen die Bauarbeiten für eine neue Seebrücke. Die Eröffnung war für 2020 geplant. Durch Materialmängel und die Corona-Pandemie verzögerte sich der Bau jedoch. Die neue Seebrücke wurde am 22. Juni 2021 offiziell eröffnet. Sie ist 280 m lang, dreieinhalb Meter breit, ruht auf 67 Gründungspfählen und hat an ihrem Ende eine Veranstaltungsplattform und einen acht Meter hohen Glockenturm. Die höhere Lage soll mehr Schutz bei hohem Seegang bieten. Die Gestaltung ist individuell, indem sie nicht geradeaus, sondern über Bögen verläuft.

Geschichte der Koserower Seebrücken
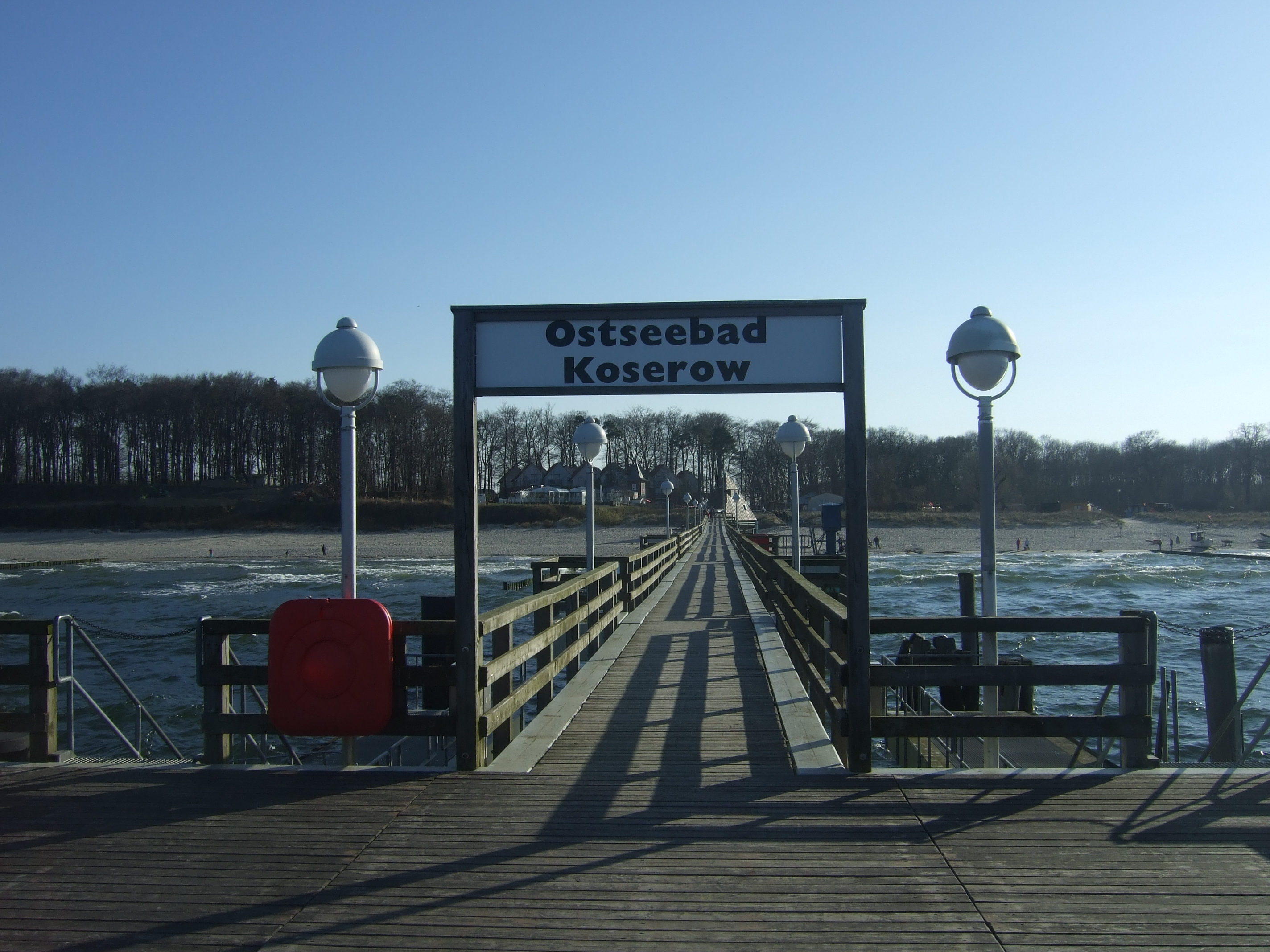
Die dritte Seebrücke von der Seeseite aus (2009)
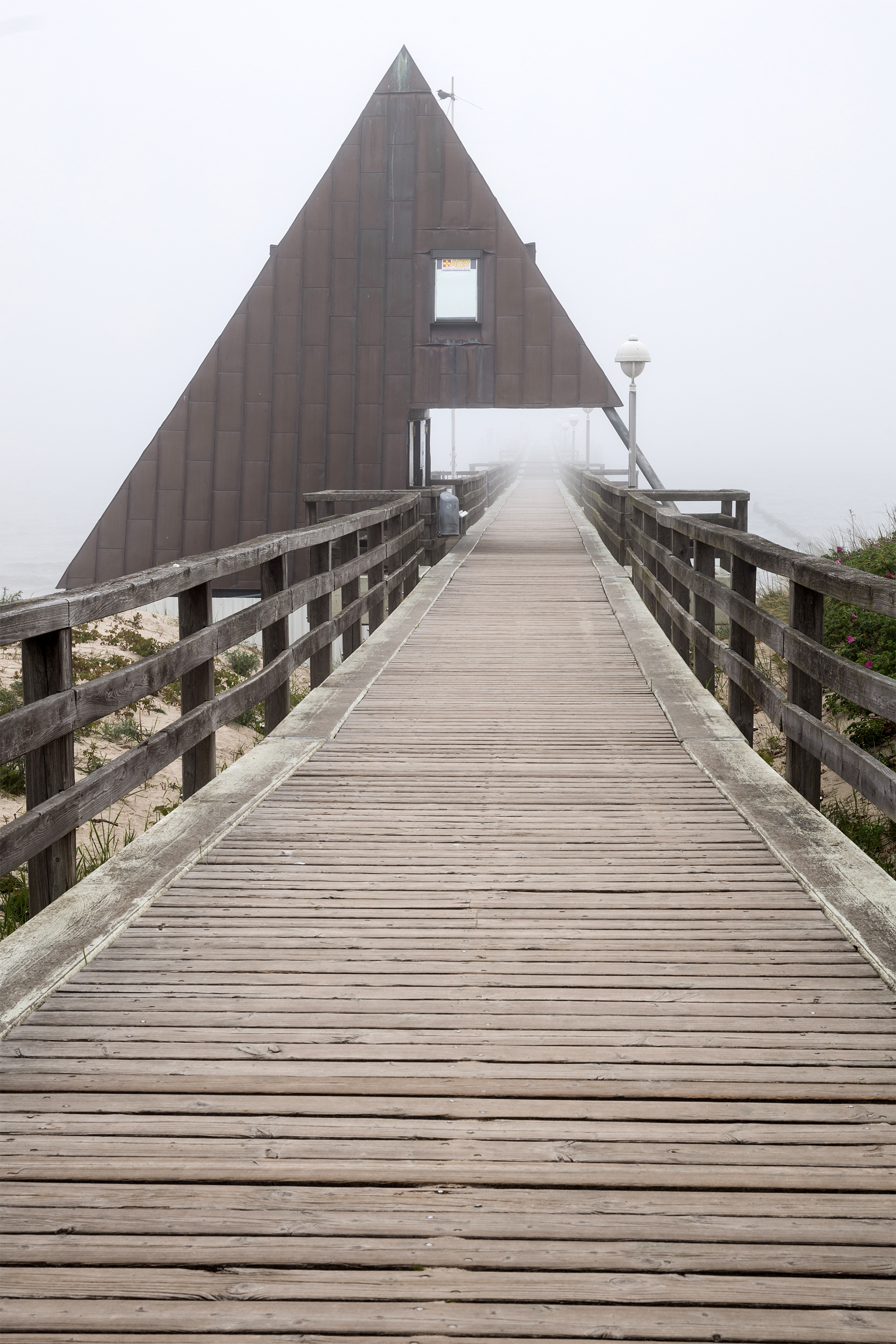
Die dritte Seebrücke von der Landseite aus (2019)
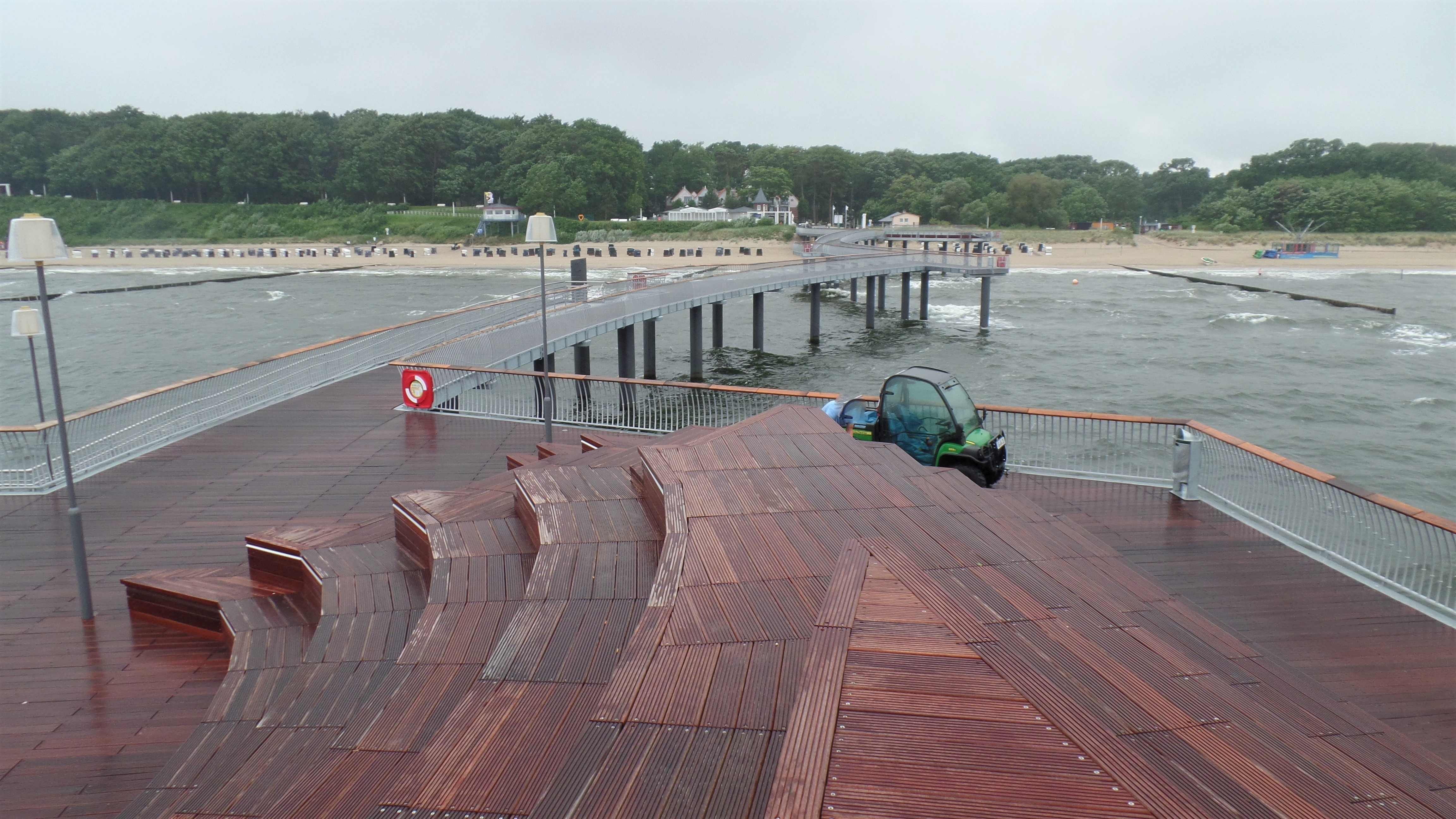
Blick von der Seebrücke, „Sonnenaufgangskino“ (2021)
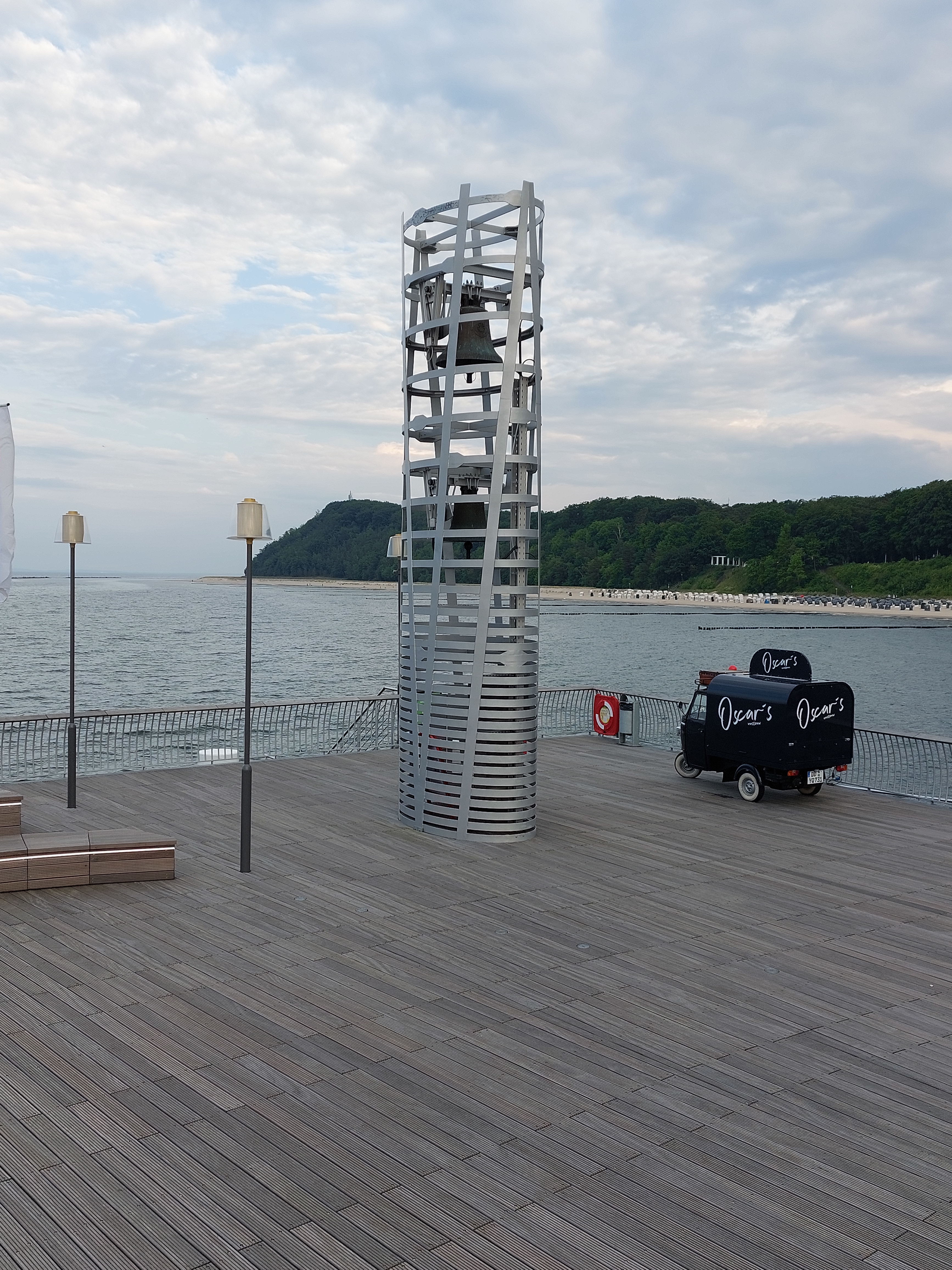
Glockenturm der Seebrücke, im Hintergrund der Streckelsberg (2022)
Informationen zu den Glocken (2022)
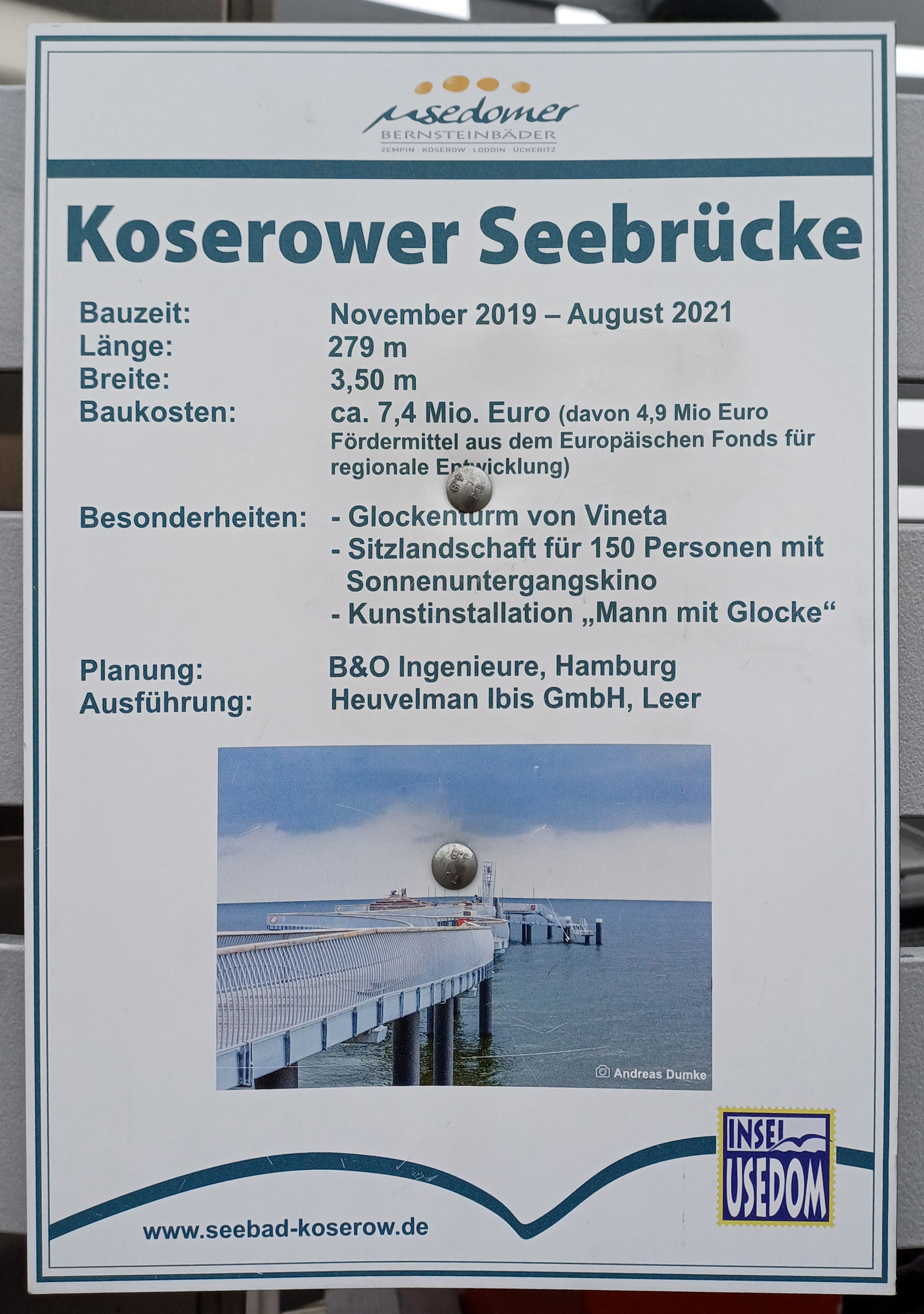
Informationen zur Seebrücke
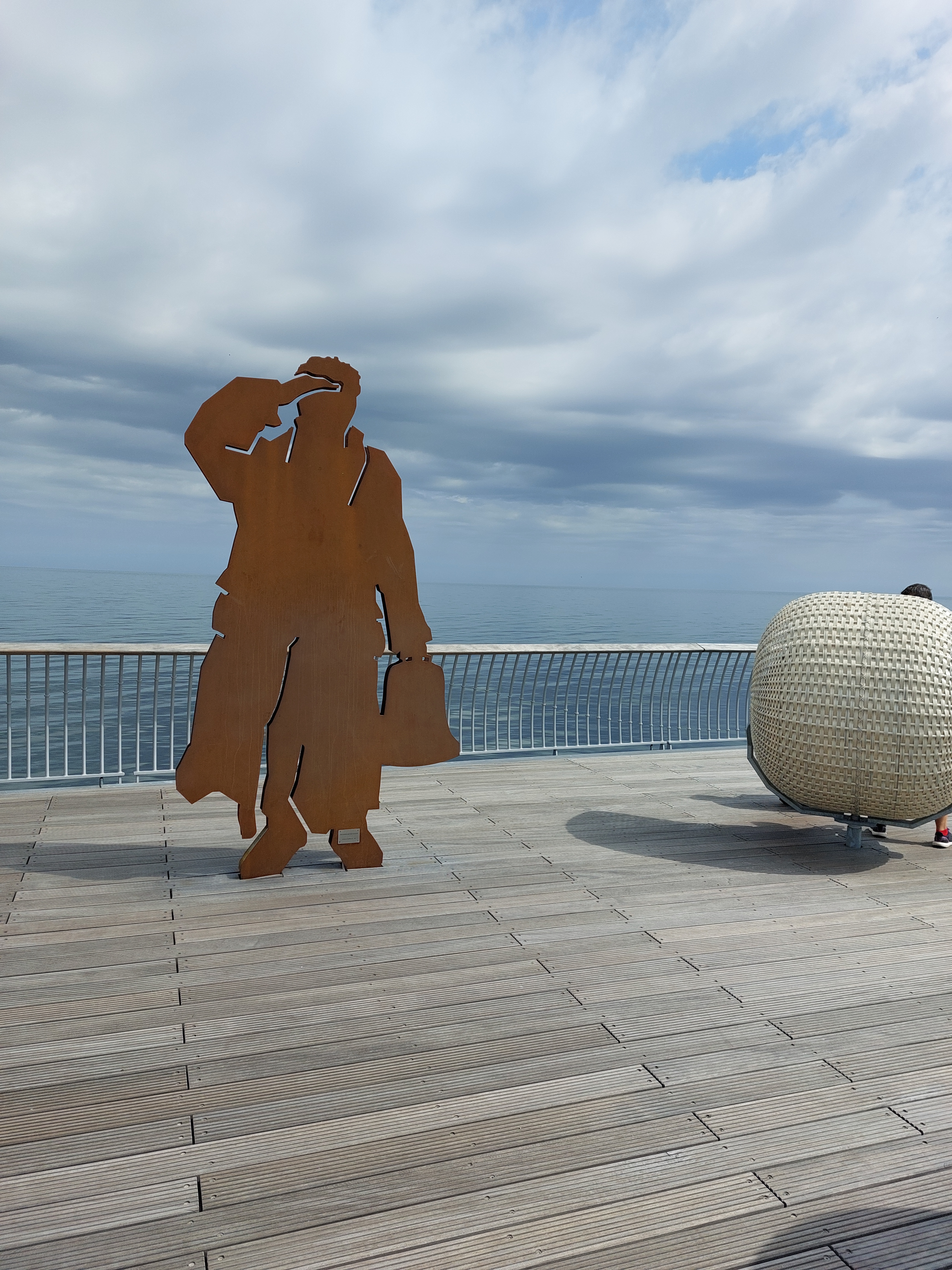
„Mann mit Glocke“ und einer von vielen Sitzkörben (2022)